# Clethra hartwegii
Clethra hartwegii là một loài thực vật có hoa trong họ Clethraceae. Loài này được Britton mô tả khoa học đầu tiên năm 1914.